# 蕭子敬
蕭 子敬（しょう しけい、472年 - 494年）は、南朝斉の皇族。安陸王。武帝蕭賾の五男。字は雲端。

## 経歴
蕭賾と周淑儀のあいだの子として生まれた。応城県公に封じられた。建元4年（482年）、武帝が即位すると、子敬は安陸王に改封された。永明2年（484年）、持節・監南兗兗徐青冀五州諸軍事・北中郎将・南兗州刺史として出向した。永明4年（486年）、右将軍に進んだ。永明5年（487年）、都督荊湘梁雍南北秦六州諸軍事・平西将軍・荊州刺史に転じた。まもなく安西将軍に進んだ。永明7年（489年）、侍中・護軍将軍として召還された。永明10年（492年）、散騎常侍・撫軍将軍・丹陽尹に転じた。永明11年（493年）、車騎将軍に進んだ。
隆昌元年（494年）1月、使持節・都督南兗兗徐青冀五州諸軍事・征北大将軍・南兗州刺史に転じた。同年（延興元年）、侍中の位を加えられた。9月、宣城公蕭鸞により平西将軍の王広之が派遣されて、子敬は殺害された。享年は23。

## 伝記資料
- 『南斉書』巻40 列伝第21
- 『南史』巻44 列伝第34